# Автоматизированная библиотечная информационная система
Автоматизированные библиотечные информационные системы (АБИС) — системы планирования ресурсов предприятий для библиотеки, которые используются для отслеживания библиотечных фондов, от их заказа и приобретения до выдачи посетителям библиотек.
Каждый читатель (посетитель) и экземпляр имеют уникальный идентификатор в базе данных, которая позволяет АБИС отслеживать деятельность.
Большие библиотеки используют АБИС, чтобы заказывать и покупать, каталогизировать, распространять книги и другие фонды, резервировать материалы и отслеживать их возврат. Небольшие библиотеки часто используют некоторые из этих возможностей.

## Понятия
Определение автоматизированных библиотечных информационных систем требует уточнения круга профессиональных задач. Из этих задач на первый план выходит замена традиционных библиотечных технологий на автоматизированные, начиная с комплектования и заканчивая разнообразным обслуживанием пользователей.
Главным элементом традиционной АБИС становится электронный каталог (ЭК) со всеми его функциями. Все свойства традиционной библиотеки при работе в АБИС сохраняются, не сильно изменяясь, прежде всего, сохраняются фонды в привычном виде. В ЭК присутствуют ссылки на полные тексты, рисунки, аудио — и видео — материалы, а также ссылки на интернет-ресурсы.
Основной составной частью традиционной АБИС является система автоматизации библиотек (САБ), которая обеспечивает, с точки зрения конкретной библиотеки, максимально комфортный и адекватный доступ пользователей к фондам библиотеки. Именно благодаря САБ обеспечиваются функции пополнения, ведение и предоставление пользователям ЭК, поддерживаются библиотечные форматы и стандарты, а также лингвистические средства ЭК.
В случае традиционного использования АБИС пользователь всегда имеет дело с отработанным годами информационным обеспечением, лингвистическим обеспечением (печатные и электронные системы классификации, авторитетные файлы и др.).
Используемые системы индексирования при разработке электронной библиотеки существенно отличаются от применяемых в традиционных АБИС. Например, индексирование полных текстов позволяет находить не только сам текст, но и искомые части текста.
Библиографическое описание чаще всего также отличается от применяемого в традиционных АБИС библиографического описания. Обычно используются форматы метаданных, например, такие как Dublin Core, позволяют не только описать ресурсы Интернет, но и создать сокращенный библиографическое описание конкретного издания. В некоторых случаях библиографического описания и, тем самым, электронного каталога, совсем нет. Есть разные списки: по автору, по названию, по рейтингу и т. д. Понятно, что при сравнительно небольшом фонде ЭБ поиск в такого рода списках не будет слишком сложным.
АБИС обычно состоит из реляционной базы данных, программного обеспечения, взаимодействующего с базой данных, и двух графических пользовательских интерфейсов (один для читателей, второй для персонала).
Отдельные функции программного обеспечения большинства АБИС представляют собой функционально завершенные модули, которые объединены в общий интерфейс. Примерный перечень модулей включает:
- приобретение фондов (заказ, выставление счетов и получение);
- каталогизация (внесение и библиографическое описание экземпляров);
- обращение (выдача/возврат экземпляров читателям);
- периодику (отслеживание журналов и газет);
- OPAC — общедоступный электронный каталог и интерфейс для пользователей.

Информационная технология современной библиотеки основывается, в первую очередь, на автоматизированной библиотечной информационной системе, обеспечивает обработку, аналитико-синтетическую обработку и представления пользователям документного фонда библиотеки (как традиционного (бумажного), так и электронных информационных ресурсов), обслуживает библиотечные фонды на всех этапах: от приобретения до заказа.

## Архитектура
К основным составляющим АБИС относят реляционную базу данных, специализированное программное обеспечение, позволяющее взаимодействовать с этой базой данных, и графические пользовательские интерфейсы.
История АБИС началась в 1970—1980-е годы. Ранее для учета фондов библиотеки обычно служили каталоги. Именно для автоматизации последних и начали использовать компьютерные технологии. Появление в конце 1980-х годов новых операционных систем, расширение аппаратных возможностей компьютеров значительно обогатили функциональные возможности АБИС. А с появлением новейших интернет-технологий разработчики АБИС предложили еще больше функциональности, связанной с Интернетом. Что характерно, необходимым элементом этих систем стал онлайновый каталог (OPAC (Online Public Access Catalogue)). Новые системы развиваются в направлении веб-интерфейса, когда все рабочие операции осуществляются в браузере.
Как справедливо утверждает Ф. С. Воройский, информационно-техническая инфраструктура современной АБИС должна удовлетворять целому ряду требований и поддерживать:
- открытые стандарты — обеспечивать интероперабельность, а именно, поддерживать применение стандартных протоколов взаимодействия и форматов данных (стандарты ISO, ГОСТ, IEEE 1);
- распределенную среду — возможность работы системы в любой сетевой среде — локальной, корпоративной или глобальной сети в зависимости от задач, выполняемых системой;
- Интернет / Интранет и Web-технологии — использование Интернета как транспортной среды, а также реализация доступа пользователей через Web браузер;
- архитектуру «клиент — сервер» — система состоит из СУБД, серверной части (сервер приложений) и клиентской части (АРМы).

Любая АБИС разрабатывается на основе классического структурного программирования, в котором модульный принцип построения системы является основным. Конечно, количество разработанных модулей, программ в различных системах различно, но основные из них присутствуют в каждой. В частности, это: администрирование, которое включает в себя функции настройки системы и ее модификации; комплектование фонда; каталогизация; информационный поиск и заказ изданий; обслуживание читателей; создание интернет /интранет-сервисов, которые выполняют функции поиска, заказа и каталогизации; обеспечение корпоративных технологий; блок регистрации читателей; модуль межбиблиотечного абонемента и электронной доставки документов.

## Администрирование
Автоматизированная информационная технология управления состоит из нескольких частей:
1. Общесистемная часть, которая содержит общее описание и обоснование решений, принятых в проекте АСУ;
2. Функциональная часть, которая реализует функциональные подсистемы;
3. Часть, что обеспечивает, необходимая для успешной работы функциональных подсистем и состоит из описания различных видов обеспечения. Различают следующие виды обеспечения:

- техническое обеспечение — комплекс технических средств is, применяемых для функционирования автоматизированной информационной технологии управления;
- математическое обеспечение — совокупность используемых экономико-математических методов, моделей и алгоритмов;
- программное обеспечение — совокупность общесистемного и прикладного программного обеспечения. Общесистемное программное обеспечение включает операционные системы, трансляторы, утилиты, базы данных и Прикладное программное обеспечение включает прикладные программы, реализующие функциональные запросы пользователей и различного рода описания, что позволяют успешно применять программное обеспечение;
- информационное обеспечение — совокупность реализованных решений по объему, размещению и формам организации информации, циркулирующей в системе управления. Оно включает нормативно-справочную информацию, необходимые классификаторы технико-экономической информации, унифицированные документы, массивы данных, контрольные примеры, используемые при решении задач управления;
- организационно-методическое обеспечение — совокупность документов, регламентирующих деятельность персонала в условиях функционирования системы управления. Оно предназначено для описания изменений организационной структуры управления объектом, связанных с созданием АСУ (схема организационной структуры, описание организационной структуры); для описания действий персонала по обеспечению функционирования АСУ (технологическая инструкция, инструкция по эксплуатации); для установления функций, прав и обязанностей должностных лиц по обеспечению функционирования АСУ (должностная инструкция);
- лингвистическое обеспечение — совокупность информационных языков, методов индексирования, а также лингвистической базы (словарей, тезаурусів, рубрикаторов) и методов ее ведения;
- правовое обеспечение — совокупность правовых норм, регламентирующих правоотношения при функционировании АСУ и юридический статус результатов ее функционирования.

Полноценное внедрение АБИС с учетом современных средств информационно-коммуникационных технологий не возможно без соответствующих мероприятий по организации администрирования и функционирования компьютерной сети библиотеки, организации сетевого взаимодействия ее пользователей, а следовательно, требует принятия интегрированных решений, которые учитывали бы особенности архитектуры АБИС, доступные для библиотеки телекоммуникационные решения, оптимальные модели сетевого взаимодействия.
Большинство современных АБИС имеют выраженную клиент-серверную архитектуру, которая требует соответствующей организации сетевого взаимодействия пользователей с сервером и настройка серверного оборудования, профессионального обслуживания серверных баз данных. Клиент-серверное решение требует круглосуточной поддержки серверного оборудования (неработоспособность сервера в такой архитектуре приводит к недееспособности системы в целом), что, в свою очередь, предполагает создание специальной технической службы, возглавляемой системным администратором.
Л. Чжу осуществил детальный сравнительный анализ 110 публикаций (с 1996 по 2008 год) относительно изменения функций и требований к службе технической поддержки академической библиотеки. Согласно этим исследованиям, роль службы технической поддержки библиотеки значительно выросло за последние годы. Это связано, прежде всего, с ростом объема электронных информационных ресурсов в фондах библиотек.
Основными требованиями к компьютерных специалистов библиотеки в будущем будут:
- знание автоматизированных библиотечных информационных систем (АБИС);
- профессиональное знание каталогизации и сопутствующих библиотечных технологических процессов;
- знание библиотечных MARC-форматов;
- умение работать с сервисами OCLC.

## Принцип построения
Автоматизация библиотечно-информационного процесса, систем и сетей является комплексной проблемой, решение которой направлено на повышение производительности и эффективности труда персонала и улучшению качества обслуживания пользователей.
Построение АБИС ЭБ и их сетей определяется в рамках общей схемы проектирования сложных технических систем, адаптированной с учетом особенностей АБИС ЕБ, как сложной социальной и коммуникационной системы. Для АБИС ЭБ и их сетей, в силу их особенностей, социальной направленности и приоритетной роли человеческого фактора особую роль в процессе проектного исследования и разработки играет этап предпроектного исследования, требующий тщательности и полноты проведения всех основных его составляющих.
Успешное решение проблемы построения АБИС ЭБ и их сетей базируется на оптимальном выборе или разработке программно-аппаратурного обеспечения, разработке эффективной автоматизированной технологии и связанного с ней комплекса информационно-лингвистических средств и организационно-управленческих решений, а разработка основных компонентов АБИС ЭБ и их сетей производится согласно общей цели и задачами объектов автоматизации, согласно выбранным критериям эффективности на платформе системного анализа и с учетом современных требований к учебных и образовательных технологий.
Всестороннее, научное обоснование и нацеленное на успешную практическую реализацию АБИС ЭБ и их сетей требует соблюдения базовых принципов построения АБИС ЕБ и совокупности рекомендаций по практическому внедрению результатов разработки.

## Администрирование компьютерной сети
Согласно С. А. Клейменову, технические и технологические мероприятия по администрированию компьютерной сети включают: проектирование сети; подбор и закупку компьютеров, сетевого и периферийного оборудования, программного обеспечения; настройка и администрирование серверов; настройка, модернизация и администрирование сети; настройка и обслуживание компьютерного и сетевого оборудования; обеспечение информационной безопасности и резервирования данных; информационную поддержку пользователей.
Во время планирования администрирование компьютерной сети целесообразно определить такие основные функциональные обязанности системного администратора:
- управление пользователями и их группами, именами и доступом к системе, сетевыми службами, системными ресурсами и лицензиями, использованием дискового пространства, подсистемой печати;
- определение системной политики;
- установка и конфигурация аппаратных устройств, программного обеспечения; настройка сети;
- архивирование (резервное копирование) информации;
- контроль информационной защиты;
- мониторинг производительности системы и работы пользователей;
- планирование нагрузки на систему;
- документирование системной конфигурации.

В дополнительные обязанности последнего должно входить:
- квалифицированная подготовка пользователей к выполнению ими обязанностей по ведению архивов;
- ответы на вопросы и требования пользователей сети относительно возможностей их доступа к сетевым ресурсам;
- участие в работах по развитию и модернизации корпоративной сети;
- ведение журнала системной информации.

## Администрирование баз данных
Основная функция любой базы данных организации заключается в обеспечении бесперебойного управления потоками информации, которые поддерживают оперативную деятельность организации и определяют ее будущее. Наличие компьютеризированной системы управления данными еще не является гарантией того, что данные эффективно использоваться. Такая система является лишь средством управления данными и для получения соответствующего результата должно эффективно использоваться. Итак, проблема автоматизации деятельности организации заключается не в установке компьютеров и программного обеспечения, а в их эффективном использовании.
Питер Роб и Карлос Коронел в своей работе четко определяют основные преимущества эффективного использования базы данных в организации:
- интерпретация и представление данных путем структурирования и упорядочения необработанной («сырой») информации;
- распространение информации среди определенного круга людей в нужное время;
- защита данных и контроль доступа к данным;
- контроль дублирования данных, использование данных как на внешнем, так и на внутреннем уровнях.

Внедрение корпоративной базы данных требует тщательного планирования и создания соответствующего структурного подразделения, укомплектованного, в первую очередь, лицами ответственными за администрирование базы данных. Администраторы такого уровня должны иметь хорошие навыки работы с персоналом, в сочетании с глубоким пониманием специфики организации и различных сфер ее деятельности. Согласно Р. Мюррею, решаются следующие основные блоки проблем:
- технологические: программное и аппаратное обеспечение;
- организационные: административные действия;
- интеллектуальные: внутренняя противодействие сотрудников корпорации любым новшеством.

Внедрение информационной системы в масштабе всей организации оказывает значительное влияние на характер работы, на выполнение ими своих функций, их профессиональный статус, межличностные отношения. Возможно появление новых сотрудников, которые будут составлять конкуренцию давно работающим, а эффективность труда, особенно что касается выполнения новых функций, будет оцениваться совсем по другим стандартам.
Для полноценного функционирования в организации системы баз данных администратор должен решать следующие основные задачи:
- обеспечивать совместное использование данных и готовность их к использованию;
- устранять противоречие данных и обеспечивать их целостность;
- поддерживать безопасность и конфиденциальность данных;
- определять рамки и характер использования информации.

## Влияние на библиотеку
За последние тридцать лет развитие библиотек во многом определялся прогрессом в области вычислительных систем и информационных технологий. Электронно-вычислительные машины (ЭВМ) и технологии автоматизированной обработки информации сразу нашли применение в библиотеках, которые имели значительные ресурсы и множество рутинных операций обработки данных, подлежащих частичной или полной формализации. Возникли первые автоматизированные библиотечные информационные системы (АБИС). АБИС первого поколения базировались на больших и средних ЭВМ. Эти системы не получили широкого распространения и применялись лишь в крупных библиотеках мира. В начале 80-х годов внедряются персональные компьютеры, что внесли изменения в использование вычислительных средств: в библиотеках начали создавать АБИС на базе персональных компьютеров. То есть, система размещалась на одном компьютере, пользователи работали в режиме распределенного времени.
Позже возникают АБИС на базе локальной вычислительной сети. Системы охватывают или часть операций, или весь традиционный библиотечный цикл, в который входит: книговыдача, дружественный интерфейс, присущий программным системам для персональных компьютеров, способствовал их широкому распространению в библиотеках.